# Ernst-Hinrich Weber
Ernst-Hinrich Weber (* 9. Mai 1936 in Berlin) ist ein ehemaliger Politiker (CDU) und Staatssekretär im Ministerium für Forschung und Technologie der DDR in der Regierung de Maizière.

## Leben
Nach dem Abitur im Jahr 1954 an der Oberschule absolvierte Ernst-Hinrich Weber ein Physikstudium an der Humboldt-Universität zu Berlin, das er 1960 als Diplom-Physiker abschloss. Anschließend arbeitete er am Physikalisch-Technischen Institut und im Zentralinstitut für Elektronenphysik der Akademie der Wissenschaften in Ost-Berlin. Im Jahr 1967 promovierte er zum Dr. rer. nat. 1967, 20 Jahre später zum Dr. sc. nat.
Weber trat schon 1985 der CDU bei und war ab 1986 Vorstandsmitglied im Orts- und Kreisverband Berlin-Köpenick, wo er ab 1989 als Stadtbezirksverordneter tätig war. Bei der Volkskammerwahl im März 1990 wurde Weber als Abgeordneter der CDU in die Volkskammer gewählt und übernahm den Vorsitz des Ausschusses für Forschung und Technologie. Im Mai 1990 folgt die Berufung zum Parlamentarischen Staatssekretär im Ministerium für Forschung und Technologie. Bis zur deutschen Wiedervereinigung blieb er im Amt.